# Женская сборная ветеранов Австрии по кёрлингу
Женская сборная Австрии по кёрлингу — национальная женская сборная команда, составленная из игроков возраста 50 лет и старше. Представляет Австрию на международных соревнованиях по кёрлингу среди ветеранов. Управляющей организацией выступает Ассоциация кёрлинга Австрии (нем. Österreichischer Curling Verband, англ. Austrian Curling Association).

## Результаты выступлений

### Чемпионаты мира
| Год        | Место          | И              | В              | П              | Состав (скипы выделены шрифтом) | Состав (скипы выделены шрифтом) | Состав (скипы выделены шрифтом) | Состав (скипы выделены шрифтом) | Состав (скипы выделены шрифтом) | Состав (скипы выделены шрифтом) |                |
| Год        | Место          | И              | В              | П              | четвёртый                       | третий                          | второй                          | первый                          | запасной                        | тренер                          |                |
| ---------- | -------------- | -------------- | -------------- | -------------- | ------------------------------- | ------------------------------- | ------------------------------- | ------------------------------- | ------------------------------- | ------------------------------- | -------------- |
| 2002—12    | не участвовали | не участвовали | не участвовали | не участвовали | не участвовали                  | не участвовали                  | не участвовали                  | не участвовали                  | не участвовали                  | не участвовали                  | не участвовали |
| 2013       | 2              | 9              | 6              | 3              | Вероника Хубер                  | Эдельтрауд Куделка              | Anna Reiner                     | Heidlinde Gasteiger             | Adelheid Wallner                | Андреас Унтербергер             |                |
| 2014       | 13             | 7              | 2              | 5              | Вероника Хубер                  | Эдельтрауд Куделка              | Anna Reiner                     | Heidlinde Gasteiger             |                                 | Андреас Унтербергер             |                |
| 2015       | не участвовали | не участвовали | не участвовали | не участвовали | не участвовали                  | не участвовали                  | не участвовали                  | не участвовали                  | не участвовали                  | не участвовали                  | не участвовали |
| 2016       | 13             | 7              | 1              | 6              | Вероника Хубер                  | Эдельтрауд Куделка              | Anna Reiner                     | Heidlinde Gasteiger             |                                 |                                 |                |
| 2017—н. в. | не участвовали | не участвовали | не участвовали | не участвовали | не участвовали                  | не участвовали                  | не участвовали                  | не участвовали                  | не участвовали                  | не участвовали                  | не участвовали |

(данные с сайта результатов и статистики ВФК:)